# Ferdinando Maria Saluzzo
Ferdinando Maria Saluzzo (né le 20 novembre 1744 à Naples et mort le 3 novembre 1816 à Rome) est un cardinal italien du XIXe siècle.

## Biographie
Ferdinando Maria Saluzzo exerce diverses fonctions au sein de la Curie romaine, notamment auprès de la Congrégation  de la Consulta, de la Congrégation des immunités ecclésiastiques et de la Congrégation des rites. Mgr Saluzzo est élu archevêque titulaire de Théodosie (de) puis de Carthage en 1784 et est nonce apostolique en Pologne et devient président d'Urbino en 1794.
Le pape Pie VII le crée cardinal au consistoire du 23 février 1801. Il est camerlingue du Sacré Collège de 1803 à 1804. Le cardinal Saluzzo est déporté par les Français à Naples et en France. Il fait partie des « cardinaux noirs », qui n'ont pas le droit de s'habiller en rouge. Après la chute de Napoléon, le cardinal Saluzzo est préfet de la Congrégation de la bonne gouvernance en 1814 jusqu'à sa mort.

## Succession apostolique
Ferdinando Maria Saluzzo a ordonné les évêques suivants :
- Évêque Giovanni Francesco d'Alessandria (1805)
- Archevêque Vincenzo Nicola Pasquale Dentice, O.S.B. (1805)
- Archevêque Gioacchino Maria Mancusi (1805)
- Archevêque Baldassare Mormile (it), C.R. (1805)
- Évêque Francesco Antonio Nanni, C.M. (1805)
- Évêque Vincenzo Rogadei, O.S.B. (1805)
- Archevêque Giovan Camillo Rossi (1805)
- Évêque Lorenzo Villani (1805)